# Нуж-Ключ
Нуж-Ключ (рос. Нуж-Ключ, марій. Нуж-Ключ) — присілок у складі Моркинського району Марій Ел, Росія. Входить до складу Шиньшинського сільського поселення.

## Населення
Населення — 389 осіб (2010; 445 у 2002).
Національний склад (станом на 2002 рік):
- марі — 76 %